# Diplacrum capitatum
Diplacrum capitatum là loài thực vật có hoa trong họ Cói. Loài này được (Willd.) Boeckeler mô tả khoa học đầu tiên năm 1874.